# 福溪街道
福溪街道，中国浙江省台州市天台县下辖的一个街道。

## 辖区
该街道辖有：桥南社区、体育场居委会、福溪居委会、幸福花苑社区、金岭脚村、大路曹村、下余村、光明村、星光村、三联村、民主村、新联村、建明村、响岩村、蟹渚村、莪园村、下王邱村、下园徐村、双狮村、友谊村、新岭村、幸福村、石塘徐村、马山村、隔水江村、柘树坦村、上车村、下车村、波楞村、南门村、里岩村、楼下村、对山村、后田村、石岭村、岙口村、岙里村、杜潭山村、三孟村、上岙村、岭洋村、天临村、大淡村、二村、